# Văn hóa phản kháng

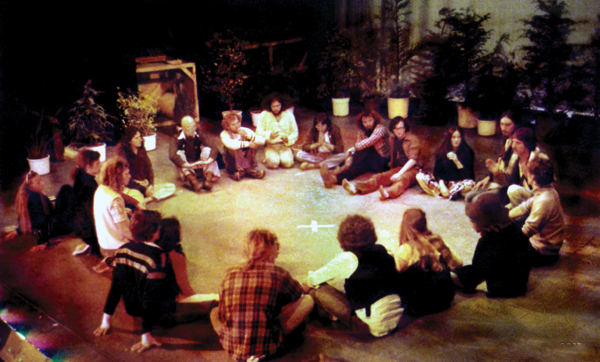
Cuộc họp mặt Trung Tâm Người mẹ (Mother Centre Meeting) diễn ra trong khuôn khổ chuỗi lễ hội Nambassa năm 1979

Văn hóa phản kháng là một nền văn hóa trong đó các giá trị và chuẩn mực ứng xử về căn bản là khác biệt với xã hội chính thống, thường ở thế đối lập với các thuần phong mỹ tục chính thống.

## Danh mục sách tham khảo
- Bennett, Andy (2012). Reappraising "counterculture". Volume!, n°9-1, Nantes, Éditions Mélanie Seteun.
- Curl, John (2007), Memories of Drop City, The First Hippie Commune of the 1960s and the Summer of Love, a memoir, iUniverse. ISBN 0-595-42343-4. https://web.archive.org/web/20090413150607/http://red-coral.net/DropCityIndex.html
- Freud, S. (1905). Three essays on the theory of sexuality. In J. Strachey (Ed. and Trans.), The standard edition of the complete psychological works of Sigmund Freud. (Vol. 7, pp. 123–245). London: Hogarth Press. (Original work published 1905)
- Gelder, Ken (2007), Subcultures: Cultural Histories and Social Practice, London: Routledge.
- Goffman, Ken (2004), Counterculture through the ages Villard Books ISBN 0-375-50758-2
- Heath, Joseph và Andrew Potter (2004) Nation of Rebels: Why Counterculture Became Consumer Culture Collins Books ISBN 0-06-074586-X
- Gretchen Lemke-Santangelo (2009), Daughters of Aquarius: Women of the Sixties Counterculture. University Press of Kansas. ISBN 978-0700616336
- Hall, Stuart and Tony Jefferson (1991), Resistance Through Rituals: Youth Subcultures in Post-war Britain[liên kết hỏng], London: Routledge.
- Hazlehurst, Cameron and Kayleen M. Hazlehurst (1998), Gangs and Youth Subcultures: International Explorations Lưu trữ ngày 11 tháng 11 năm 2023 tại Wayback Machine, New Brunswick & London: Transaction Publishers.
- Hebdige, Dick (1979), Subculture: the Meaning of Style[liên kết hỏng], London & New York: Routledge.
- Paul Hodkinson and Wolfgang Deicke (2007), Youth Cultures Scenes, Subcultures and Tribes, New York: Routledge.
- Macfarlane, Scott (2007),The Hippie Narrative: A Literary Perspective on the Counterculture, Jefferson, NC: McFarland & Co Inc, ISBN 0-7864-2915-1 & ISBN 978-0-7864-2915-8.
- McKay, George (1996), Senseless Acts of Beauty: Cultures of Resistance since the Sixties. London Verso. ISBN 1-85984-028-0.
- Nelson, Elizabeth (1989), The British Counterculture 1966-73: A Study of the Underground Press. London: Macmillan.
- Roszak, Theodore (1968) The Making of a Counter Culture.
- Isadora Tast (2009), Mother India. Searching For a Place. Berlin: Peperoni Books, ISBN 978-3-941825-00-0
- Whiteley, Sheila (2012). Countercultures: Music, Theories & Scenes. Volume!, n°9-1, Nantes, Éditions Mélanie Seteun.
- Whiteley, Sheila (2012). Countercultures: Utopias, Dystopias, Anarchy. Volume!, n°9-1&2, Nantes, Éditions Mélanie Seteun.
- Whiteley, Sheila and Sklower, Jedediah (2014), Countercultures and Popular Music, Farnham: Ashgate Publishing, ISBN 978-1-4724-2106-7.
- Беляев, И. А. Культура, субкультура, контркультура / И. А. Беляев, Н. А. Беляева // Духовность и государственность. Сборник научных статей. Выпуск 3; под ред. И. А. Беляева. — Оренбург: Филиал УрАГС в г. Оренбурге, 2002. — С. 5-18.
- Yinger, John Milton (1982). Countercultures: The Promise and Peril of a World Turned Upside Down. New York: Free Press.